# Calliandra hymenaeodes
Calliandra hymenaeodes är en ärtväxtart som först beskrevs av Christiaan Hendrik Persoon, och fick sitt nu gällande namn av George Bentham. Calliandra hymenaeodes ingår i släktet Calliandra och familjen ärtväxter. Inga underarter finns listade i Catalogue of Life.